# Vahselbaai
De Vahselbaai is een ongeveer 11 km brede baai in de Weddellzee, bij Antarctica.
De Schweitzergletsjer en de Lerchenfeldgletsjer monden uit in de baai, die ontdekt werd tijdens de Duitse Antarctica Expeditie van 1911-1912 onder leiding van Wilhelm Filchner. Hij werd genoemd naar kapitein de van het expeditieschip Deutschland, Richard Vahsel die tijdens de expeditie overleed.